# Ectropothecium stereodontoides
Ectropothecium stereodontoides är en bladmossart som beskrevs av Roelof J.van der Wijk och Margadant 1960. Ectropothecium stereodontoides ingår i släktet Ectropothecium och familjen Hypnaceae. Inga underarter finns listade i Catalogue of Life.